# 히노 유지

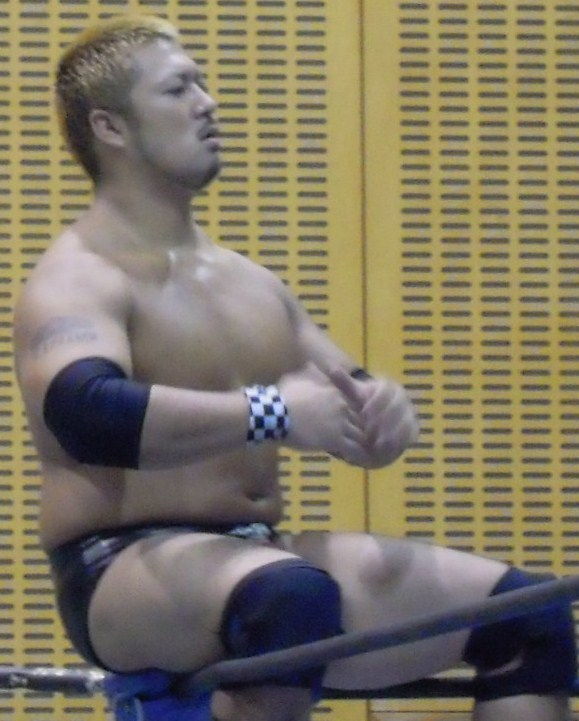
히노 유지

히노 유지(일본어: 火野裕士, 1985년 1월 27일 ~ )는 일본의 프로 레슬러이다. 오사카부 히라카타시 출신으로, 현재 KAIENTAI-DOJO에 소속되어 있다. 히노 유지는 링 네임으로, 본명은 소속 단체의 규정에 따라 비공개로 되어있지만, 개인 블로그에 실명이 히노 유스케(일본어: 日野裕介)임을 공개하고 있다.